# کاستلوکیو کالویزیو
کاستلوکیو کالویزیو (به ایتالیایی: Castelvecchio Calvisio) یک کومونه در ایتالیا است که در استان لاکویلا واقع شده‌است.

## خصوصیات
کاستلوکیو کالویزیو ۱۵٫۰۴ کیلومترمربع مساحت و ۱۵۵ نفر جمعیت دارد و ۱٬۰۴۵ متر بالاتر از سطح دریا واقع شده‌است.